# Kronika Regina Prümskega
Kronika Regina Prümskega (latinsko Chronicon Abbatis Reginonis Prumiensis, slovensko Kronika opata Regina iz Prüma) ali krajše Reginova kronika je najvplivnejše delo Regina Prümskega. Zajema zgodovino človeštva od rojstva Jezusa Kristusa do leta 906, z nadaljevanjem Continuator Reginionis  do leta 967. Kronika je zgodovina Karolinškega cesarstva od vzpona do padca Karolinške dinastije. Naročnik dela ni znan, lahko pa bi bil kralj Ludvik Otrok (vl. 900-911), posvečena pa je bila augsburškemu škofu Adalberonu (um. 909), osebi, ki je bila blizu kralju. Reginovo delo je nadaljeval in uredil Adalbert, menih v benediktinskem samostanu svetega Maksimina v Trieru, ali morda Adalbert, nadškof v Magdeburgu. 
Prva knjiga opisuje usode monarhov in cerkvenih dostojanstvenikov. Konča se z letom 741 s smrtjo Karla Martela. Sestavljena je iz odlomkov del Bede Častitljivega, Pavla Diakona, Gesta Dagoberti, Annales sancti Amandi in kronike Liber Historiae Francorum. 
V drugi knjigi (741–906) je prvi del do leta 813 odlomek iz Letopisov Frankovskega kraljestva. Od leta 814 dalje je delo sestavljeno iz izjav očividcev, Pavla Diakona in v zvezi z dogodki v Lotaringiji delo Adventija, škofa v Metzu. Regino je spremenil Bedov sistem datiranja Anno Mundi v Anno Domini, da bi poudaril njen začetek s Kristusovim rojstvom. Kronika velja za prvo, ki je uporabila sistem datiranja Anno Domini. 
Reginova kronika je pomemben vir bolgarske srednjeveške zgodovine, saj je edino sodobno besedilo, ki omenja Preslavski koncil: "... [Boris I.]  je zbral celotno svoje cesarstvo in postavil svojega mlajšega sina [Simeona I.] za kneza ... ". Med zgodovinarji, ki so uporabljali Reginovo kroniko, je bil Kozma Praški. Kronika je bila prvič natisnjena v Mainzu leta 1521. 

## OmembeVelikomoravske, Kneževine Češke inSpodnje Panonije
Reginova kronika vsebuje vrsto podatkov o Velikomoravski, češki državi in madžarskih plemenih. 
"612-631 AD: Kralj Dagobert   se je boril in premagal Slovane, ki jim je takrat vladal voditelj po imenu Samo."
– Omemba Samove plemenske zveze
"805 AD: Kagan, vodja Avarov, je šel h cesarju [Karlu Velikemu] in ga prosil, naj mu dodeli bivališče med Sabarijo in Karantanijo, ker zaradi vdora Slovanov ni mogel ostati v svojih nekdanjih prebivališčih; cesar ga je milostno sprejel in s svojimi molitvami blagoslovil. Istočasno je poslal vojsko s svojim sinom Karolom proti Slovanom, ki se imenujejo Čehi [v izvirniku Behemi]. Karel je opustošil vso njihovo deželo in ubil njihovega voditelja, ki mu je bilo ime Leho."
– Avari pri Frankih, vpad na Češko
"860 AD. ... takrat je Ludovik starejši, brat cesarja Lotarja, vodil mnogo vojn s slovanskimi plemeni na najživahnejši način; ker je vstopil v Moravsko cesarstvo; vse je premagal z orožjem in ujel njihovega kneza po imenu Rastiz, ki mu je zaradi kršitve pogodbe iztaknil oči."
– Ujetje in oslepitev Rastislava Moravskega 
"876 AD: Nato so se trije prej omenjeni bratje srečali na istem kraju, imenovanem Sualifelt, in tam razdelili očetovo cesarstvo. Karlman je dobil Bavarsko, Panonijo in Karnut, ki se napačno imenuje Karantanija, in tudi kraljestva Slovanov, Behemenov [Čehov] in Marahenov [Moravcev]. Ludvik je zasedel Vzhodno Frankovsko, Turingijo, Saško in Frizijo ter del kraljestva Lotaringija in Karlu Alamanu prepustil del in nekaj mest iz kraljestva Lotaringije."
– Razdelitev Vzhodnofrankovskega države pod Ludvikom Nemškim
"890 A.D. je kralj Arnulf podelil Svetopolku oblast nad Češko kneževino ... Ta korak je bil močna spodbuda za razdor in odpadništvo, saj so na eni strani Čehi opustili svojo dolgoletno zvestobo [Frankom], na drugi strani pa se je Svetopolk, ki je čutil, da mu je dodatek še enega kraljestva dal nemalo moči, napihnil od ponosa in se uprl Arnulfu.
Ko je [za to] izvedel Arnulf, je z vojsko vstopil v kraljestvo Moravcev in takoj uničil vse, kar je našel zunaj mest. Ko so bila nazadnje s koreninami vred posekana tudi sadna drevesa, je Svetopolk zahteval mir in ga z zamudo dosegel tako, da je dal svojega sina za talca."
– Boj Svetopolka z Arnulfom
"894 A.D. V istem času je tudi Svetopolk, kralj moravskih Slovanov, mož, ki je bil najbolj preudaren med svojimi možmi in najpametnejši v duhu, zaključil svoj zadnji dan; njegovo kraljestvo, [ki so ga] njegovi sinovi kratek čas nesrečno držali, so Madžari vse do tal opustošili."
– Svetopolkova smrt
"907 A.D.  so Bavarci in Madžari doživeli veliko porazov, v katerih je bil vodja Liutibald ubit in njegov sin Arnulf je postal njegov naslednik."
– Poročilo o bitki pri Bratislavi v nadaljevanju kronike 
964 AD ... Istega leta se je Boleslav, knez Češke, uprl kralju, ki ga je držal z zelo močno roko in ga v vsem nadzoroval.
– Upor češkega kneza Boleslava I. Okrutnega v nadaljevanju kronike